# Hickmanoxyomma tasmanicum
Hickmanoxyomma tasmanicum is een hooiwagen uit de familie Triaenonychidae.